# Фантомас

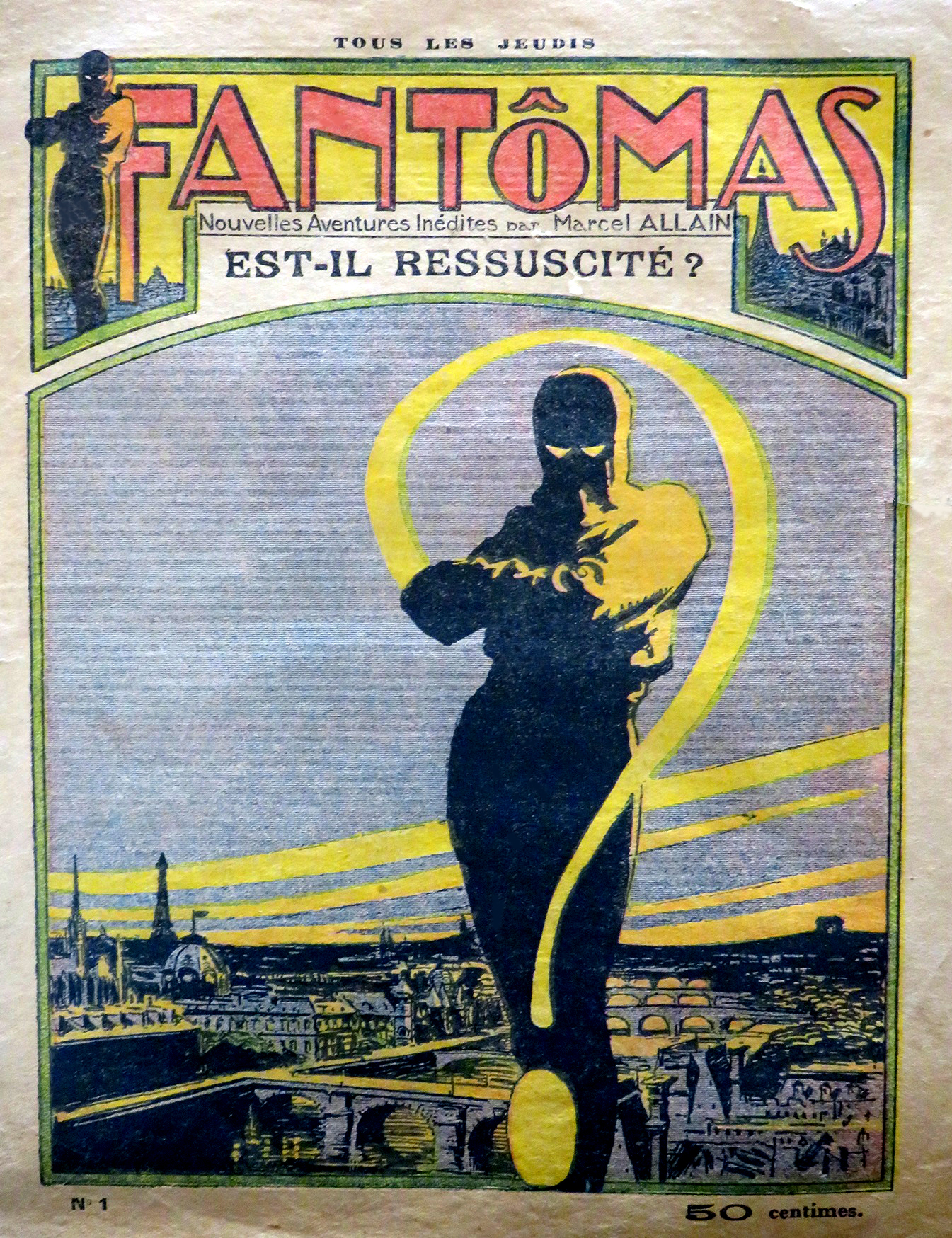
Обкладинка роману «Фантомас воскрес?», 1926 р.

Фантома́с (фр. Fantômas) — вигаданий персонаж, геніальний злочинець, що приховує свою особу, один з найвідоміших негативних персонажів французької літератури та кіно. Фантомаса створили французькі письменники Марсель Аллен та П'єр Сувестр 1911 року. Фантомас з'являється у 32 романах, написаних спільно Алленом і Сувестром, і в 11 романах, написаних Алленом після смерті співавтора.
Фантомас у романах Аллена і Сувестра — соціопат, садист, який отримує задоволення від вбивства своїх жертв різними вигадливими способами. Він нещадний та безжальний до всіх, навіть до власних дітей. Фантомас — майстер перевтілень, свої злочини він здійснює під виглядом іншої людини, найчастіше вже вбитої ним. Для скоєння злочинів Фантомас любить використовувати різні ексцентричні засоби — заражених чумою пацюків, велетенських зміїв, заповнені піском кімнати.
Крім романів французьких письменників, Фантомас з'являється в декількох телефільмах і коміксах.
В Україні Фантомас найбільше відомий за комедійною кінотрилогією «Фантомас», «Фантомас розлютився» і «Фантомас проти Скотланд-Ярда» з Луї де Фюнесом та Жаном Маре.

## Біографія
Фантомас народився 1867 року. Його минуле досить туманне. Про предків відомо лише те, що вони були англійського або французького походження.
1892 року людина, що згодом стала Фантомасом, а в ті роки відома як ерцгерцог Хуан Норт, була в німецькому князівстві Гесс-Ваймар. У той самий час у Фантомаса народився син Володимир.
Приблизно 1895 року Фантомас відвідав Індію. В Індії від європейської жінки у Фантомаса народилася дочка Гелена.
1897 року Фантомас жив у США і Мексиці.
1899 року під ім'ям Герн у званні сержанта артилерії Фантомас брав участь у Другій Бурській війні. Під кінець війни він став ад'ютантом лорда Едварда Бельтама зі Скотвел-Гілла і закохався в його молодшу дочку леді Мод Бельт.
Після повернення до Європи (близько 1900 року, незабаром після початку першого роману про Фантомаса) зв'язок Герна і леді Бельти виявив Рю Леверт, її чоловік. Коли лорд Бельта збирався вистрілити в леді Бельт, Герн вдарив його молотком, а потім задушив.
Після цього леді Бельта завжди розривалася між почуттями до Фантомаса і жахом перед його кримінальними діями. 1910 року вона наклала на себе руки.

## Фільми

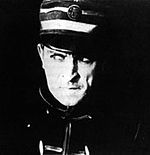
Фантомас у фільмі Луї Фейада, у виконанні Рене Навара

### Німі серіали
Перші п'ять фільмів про Фантомаса зняв піонер німого кінематографа Луї Фейяд з Рене Наварром у ролі Фантомаса і Бреоном в ролі Жюва. Крім цього, у 1920-і роки американський режисер Едвард Седжвік зняв 20-серійний фільм «Фантомас» з Едвардом Роузманом у ролі Фантомаса, що мав мало спільного з літературним оригіналом.
1. Фантомас / (фр. Fantômas — À l'ombre de la guillotine) (1913) (1913)
2. Жюв проти Фантомаса / (фр. Juve Contre Fantômas) (1913)[1]
3. Мрець-вбивця / (фр. Le Mort Qui Tue (1913)
4. Фантомас проти Фантомаса / (фр. Fantômas contre Fantômas) (1914)
5. Підставний суддя / (фр. Le Faux Magistrat) (1914)

### Інші фільми

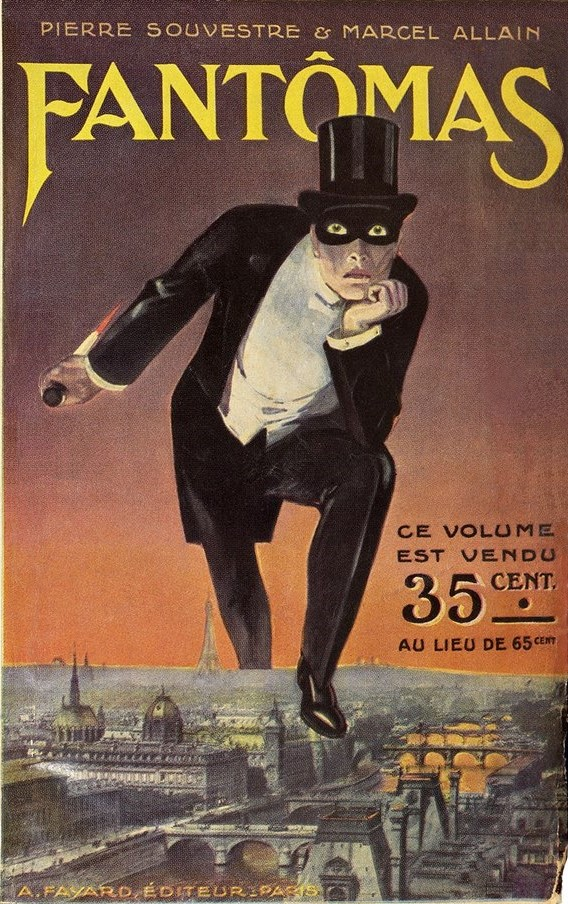
Афіша до фільму «Фантомас» із Рене Наварром у ролі Фантомаса.

1. Fantômas (1932), режисер Пол Фейош[2]
2. Fantômas (1946), режисер Жан Саша[3]
3. Фантомас проти Фантомаса / (фр. Fantômas contre Fantômas) (1949), режисер Робер Верне[4]

### Трилогія А. Юнебеля
Три фільми про Фантомаса режисера Андре Юнебеля з Жаном Маре у ролі Фантомаса і Фандора, Луї де Фюнесом у ролі комісара Жюва. На відміну від похмурого оригіналу, трилогія знята в комедійному стилі, по суті бувши не частиною фантомасіади, а пародією на неї і на бондіану. У кінопрокаті СРСР вона мала великий успіх. Дію перенесено до Франції шістдесятих років. Крім цього, персонажі користуються різними гаджетами — наприклад, «Сітроен» Фантомаса, що перетворюється на літак.
1. Фантомас (фр. Fantômas) (1964)
2. Фантомас розлютився (фр. Fantômas se déchaîne) (1965)
3. Фантомас проти Скотланд-Ярда (фр. Fantômas contre Scotland Yard) (1966)

### Серіали
У США 1920 року вийшов перший мінісеріал, сюжет якого був віддалено пов'язаний з оригінальною книгою: Фантомас готовий припинити коїти злочини в обмін на спокійне життя. Серіал налічував 20 серій.
1. Fantomas (1920), мінісеріал (20 серій), режисер Едвард Седжвік (1920), США[5]

1979 року було відзнято і 1980 році випущено на екрани мінісеріал «Фантомас» виробництва Франція-Німеччина (ФРН). Кожну серію тривалістю близько півтори години було, за винятком незначних змін, засновано на романі Аллена і Сувестра. Режисером серіалу був Клод Шаброль. Роль Фантомаса виконав Гельмут Бергер. Список серій:
1. Магічний ешафот / фр. L'échafaud magique
2. Обійми диявола / фр. L'étreinte du diable
3. Мрець-вбивця / фр. Le mort qui tue
4. Трамвай-привид / фр. Le tramway fantôme

### Очікувані фільми
2012-го року у Франції очікувався вихід на екрани нового фільму «Фантомас», але цього так і не відбулося.

### Як другорядний герой
- Фантомаса можна побачити у чеській кіноказці «Арабелла», в якій він представлений позитивним персонажем (роль виконує Франтішек Петерка)